# 竹村真琴
竹村 真琴（たけむら まこと、1990年5月11日 - ）は、日本の女子プロゴルファー。

## 人物
大阪府大東市出身。三姉妹の三女で、長女は女優の竹村愛美、次女は女子プロゴルファーの竹村千里。興和所属。マネジメント事務所はOne For One Management。

## 来歴
9歳でゴルフをはじめ、小学生時代から活躍。2001年・2002年に関西小学生ゴルフ選手権を連覇して頭角を現す。京都学園中学校（現・京都先端科学大学附属中学校・高等学校）へ進学。2004年には全国中学校ゴルフ選手権大会・第30回関西ジュニアで優勝、2005年には日本ジュニアゴルフ選手権競技 女子12歳-14歳の部で優勝を飾る。同年からプロの日本女子プロゴルフ協会（JLPGA）ツアーにも参加し始め、2005年のスタジオアリス女子オープン、シャトレーゼクィーンズカップでローアマチュアとなるなどの活躍を見せ、将来を嘱望されるようになる。向陽台高等学校へ進学後つくば開成高等学校へ編入。
2008年に入ると、6月にはステップアップツアー、イーグルポイント・レディースカップで2位になると、日本女子オープンゴルフ・NEC軽井沢72ゴルフトーナメントなどでローアマチュアを獲得。中でもmeijiチョコレートカップでは総合12位に入り、「美人過ぎる女子ゴルファー」としてメディア等で騒がれるようになる。
2009年7月に行われたJLPGAのプロテストに参加し、初受験ながら一発合格。同年9月に行われたマンシングウェア東海クラシックでプロツアーデビューを飾ったが予選落ちの結果に終わった。10月の日本女子オープンゴルフ選手権競技でプロ初となる予選通過で結果は59位。
そのルックスからメディアの注目は高く、その人気に目をつけたゴルフ用品メーカーから用具契約の申し込みが殺到しており、2009年9月、まずはその中からウェアについてデサントの「le coq sportif」ブランドと契約。期間は2012年12月31日までの3年4か月で、契約金は新人としては異例の総額5000万円となった。クラブ等については同年10月にテーラーメイドゴルフ（キャップ・キャディーバッグ並びにアディダスのシューズも含む）と契約 、期間は2012年末までの3年で、契約金はインセンティブを含めると総額約1億円であった。その後2010年1月には姉の千里とともに大手旅行会社のJTB西日本と所属契約を2012年末までの3年で交わした。
2011年QTはサードで予選落ち。2011年、2012年ともに予選通過は1度もできず。2013年開幕戦ダイキンオーキッドレディスで約2年半ぶりに予選通過。
2013年にテーラーメイドゴルフ傘下のアダムスゴルフと再契約。
2014年、2015年は予選通過どころかアンダーパーも出せずにシーズンを終えるが、2016年の開幕戦ダイキンオーキッドレディスで最後の予選通過となった2013年の同大会以来の37ラウンドぶりのアンダーパーで予選通過。
2020年12月1日公式ファンクラブを立ち上げ、ファンクラブサイト「まことゴルフとかき氷」を開設。
2022年11月24日、自身のインスタグラムを更新し、長年先延ばしにしてきた関節の問題を解決するべく手術をしないといけない状態であるため、2023年度のJLPGAツアーおよびJLPGAステップアップツアーの出場資格を決定するためのQTを断念したことを明かした。
2023年3月、電子部品・半導体の通販サイトを運営する株式会社チップワンストップとスポンサー契約を締結したと発表。同年11月には総合商社双日株式会社とスポンサー契約を結んだ。
2024年7月、Ashなど美容室チェーンを約350店舗展開する美容室業界のリーディングカンパニー「株式会社アルテジェネシス」とスポンサー契約を締結したと発表。11月5日、東京・銀座にある会員制完全個室インドアゴルフ施設「GOLVI　GOLF　LOUNGE銀座」のメインアンバサダーに就任した。